# Gare d'Ashikagashi
La gare d'Ashikagashi (足利市駅, Ashikagashi-eki) est une gare ferroviaire japonaise de la ligne Tōbu Isesaki, située sur le territoire de la ville d'Ashikaga dans la préfecture de Tochigi.  
Elle est exploitée par la compagnie Tōbu. 

## Situation ferroviaire
La gare d'Ashikagashi est située au point kilométrique (PK) 86,8 de la ligne Tōbu Isesaki.

## Histoire
La gare d'Ashikagashi a été inaugurée le 27 août 1907. 
En 2013, la fréquentation quotidienne de la gare était en moyenne de 6 968 voyageurs par jour.

## Service des voyageurs

### Desserte
- Ligne Tōbu Isesaki :
  - voie 1 : direction Kita-Senju, Oshiage et Asakusa
  - voie 2 : direction Ōta et Isesaki

### Intermodalité
La gare d'Ashikaga de la compagnie JR East est située au nord-est de la gare, sur l'autre rive de la rivière Watarase.